# Норильлаг
Норильський виправно-трудовий табір (рос. Норильлаг) перебував у м. Норильську  Красноярського краю.

## Історія
Організований в 1935.
| Постанова Ради Народних Комісарів Союзу РСР Москва-Кремль № 1275-198сс 23 червня 1935 Про будівництво Норильського нікелевого комбінату НАКАЗ Народного комісара внутрішніх справ Союзу РСР за 1935 рік ЗМІСТ: № 00239. Про організацію будівництва Норильського нікелевого комбінату № 00239. 25-го червня 1935 р., гір. Москва На виконання постанов ЦК і РНК Союзу РСР від 23/VI 1935 за № 1275-198сс про передачу ГУЛАГу НКВД споруди Норильського нікелевого комбінату, НАКАЗУЮ: 1. Прийняти у строки, встановлені РНК від ГУСМП в Москві, Норильську і проміжних базах весь особовий склад, асигнування, споруди, обладнання, матеріали, архів та ін., Що стосується Норильська. 2. Організувати в Норильську виправно-трудовий табір, присвоївши йому ім'я: «Норильський виправно-трудовий табір», поклавши на нього: а) будівництво нікелевого комбінату; б) освоєння району розташування комбінату і його підприємств .... |

Наказом МВС № 0348 від 22 серпня 1956 існування Норильлагу було припинено, ВТТ наказано ліквідувати з 1 вересня 1956 і закінчити ліквідацію до 1 січня 1957. Ліквідком розформовано 16 травня 1957 

## Відомі в'язні
Серед ув'язнених Норильлагу були:
- Баландін Олексій Олександрович;
- Бистролєтов Дмитро Олександрович;
- Бреде Герберт Фрідріхович;
- Вітман Борис Володимирович;
- Гумільов Лев Миколайович;
- Диховичний Юрій Абрамович;
- Жжонов Георгій Степанович;
- Інокентій (Тихонов);
- Isaiah Oggins (також відомий як Ysai або Cy)
- Хуго Каулер;
- Керсновська Євфросинія Антонівна;
- Козирев Микола Олександрович;
- Кугультінов Давид Микитович;
- Кузнецов Побіск Георгійович;
- Георг Леєц;
- Люгарін Михайло Михайлович;
- Прудников Павло Іванович;
- Снєгов Сергій Олександрович;
- Старостін Андрій Петрович;
- Сулейменули Омархан — батько  Олжаса Омаровича Сулейменова;
- Жак Россі
- Урванцев Микола Миколайович;
- Урусова Євдокія Юріївна[ru];
- Федоровський Микола Михайлович
- Вальтер Чішек (пол. Walter Ciszek);
- Щеглов Сергій Львович (Норільський).
- Ковалишин Аким Іванович прибув з першим Норильским етапом влітку 1935;